# Levin Hulsius
Levin Hulsius (Gand, 1550 circa – Francoforte sul Meno, 13 marzo 1606) è stato uno scrittore e editore tedesco.

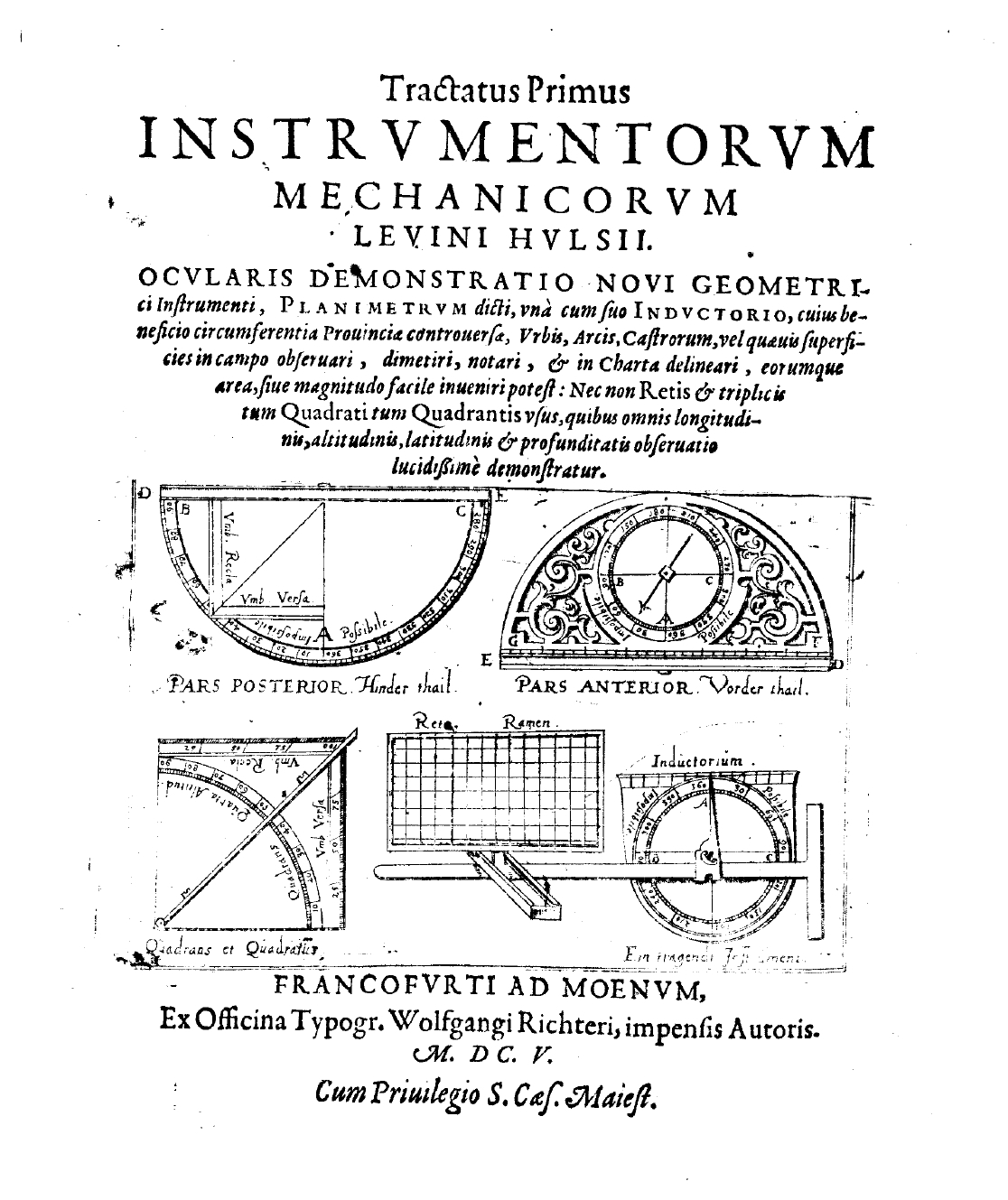
Tractatus instrumentorum mechanicorum, 1605

Fu attivo a Norimberga e Francoforte sul Meno. Ha ideato, nel 1596, lo stemma della Transilvania.

## Opere
- (LA)  Cœsarum ac LXIV ipsorum uxorum ac parentum effigies ex antiquis numismatibus, Francoforte, 1596.
- (LA)  Chronologia Hungaria, etc., usque ad annum, 1597.
- (LA)  Transylvaniœ, Moldaviœ et Valachiœ descriptio, 1597.
- (LA)  Dictionnaire françois allemand et allemand françois, 1602.
- (LA)  Series numismatum imperatorum Rom. a Julio Cœsare ad Rudolphum II, Francoforte, 1603.
- (LA) Tractatus instrumentorum mechanicorum, vol. 1, Francoforte, Wolfgang Richter, 1605.
- (LA) Tractatus instrumentorum mechanicorum, vol. 2, Francoforte, Wolfgang Richter, 1605.
- (LA) Tractatus instrumentorum mechanicorum, vol. 3, Francoforte, Wolfgang Richter, 1605.
- Dittionario italiano, francese, tedesco, latino, Francoforte, Nicolò Benckart, 1644.